# Gnathostenetroidae
Gnathostenetroidae är en familj av kräftdjur. Gnathostenetroidae ingår i ordningen gråsuggor och tånglöss, klassen storkräftor, fylumet leddjur och riket djur. Enligt Catalogue of Life omfattar familjen Gnathostenetroidae 16 arter. 
Kladogram enligt Catalogue of Life:
| Gnathostenetroidae | \| \| Caecostenetroides \| \| \| \| \| \| Gnathostenetroides \| \| \| \| \| \| Maresiella \| \| \| \| \| \| Neostenetroides \| \| \| \| |
|                    | \| \| Caecostenetroides \| \| \| \| \| \| Gnathostenetroides \| \| \| \| \| \| Maresiella \| \| \| \| \| \| Neostenetroides \| \| \| \| |
|                    | Caecostenetroides |
|                    | |
|                    | Gnathostenetroides |
|                    | |
|                    | Maresiella |
|                    | |
|                    | Neostenetroides |
|                    | |